# Al-Ahed Sporting Club
L'Al Ahed Sporting Club (in arabo نادي العهد الرياضي‎?), meglio noto come Ahed, è una società calcistica libanese con sede nella città di Beirut, nel distretto di Ouzai. Milita nella Prima Divisione, la massima serie del campionato libanese di calcio.
In bacheca conta una coppa dell'AFC, otto campionati, sei coppe nazionali, otto supercoppe, cinque Coppe d'Élite e una Coppa della Federazione libanese. 
Fondato nel 1964, l'Ahed vinse il campionato libanese per la prima volta nel 2007-2008, da squadra imbattuta, inaugurando una striscia di 44 partite senza sconfitta protrattasi per più di due anni. Nel 2011 l'Ahed divenne la prima squadra in Libano a realizzare sia un triplete che un quadruple, dopo aver vinto il campionato, la coppa, la Supercoppa e la Coppa d'Élite nella stessa stagione. Nel 2019 l'Ahed divenne inoltre la prima squadra libanese a vincere la Coppa dell'AFC. 
Il club gode principalmente del sostegno dalla comunità sciita di Beirut ed è anche affiliato a Hezbollah. Negli ultimi anni si è sviluppata una forte rivalità tra Ahed e Nejmeh, altra squadra di Beirut.

## Storia

### 1964-1989: gli inizi
La squadra fu fondata nel 1964 nella periferia meridionale di Beirut e militò dapprima nella Terza Divisione libanese. Negli anni '70 il club giocò nella zona di Musaytaba con il nome di Al Huda Islamic Club (arabo: نادي الهدى الإسلامي). Tuttavia, dopo l'invasione israeliana del Libano nel 1982, il club interruppe le proprie attività.
Nel 1984 Anouti, ex membro del comitato arbitrale e dei valori del club, acquistò una licenza con il nome Nejmeh Al Ahed Al Jadeed (نادي نجمة العهد الجديد), senza tuttavia formare una squadra. Il 2 maggio 1985 la Federazione calcistica del Libano decise di concedere l'iscrizione al club, consentendole di continuare le attività calcistiche. Durante la stagione 1988-1989, nella Seconda Divisione, la squadra si qualificò per una partita di spareggio contro l'Al-Majdi. La partita finì 1-1 e l'Ahed non fu promosso.

### 1992-2005: promozione alla prima divisione
Nel 1992 il club cambiò il proprio nome in Al-Ahed (العهد), dato che i dirigenti del club intendevano scegliere un nome con un significato coranico. Il 20 dicembre 1996, sotto la presidenza di Amin Sherri, l'Ahed ottenne per la prima volta la promozione in Prima Divisione. Retrocesso in Seconda Divisione nella stagione seguente, il club ottenne poi un'immediata promozione in Football League.
Dopo la promozione alla prima divisione, Sherri si dimise in favore di Osama Al-Halabawi. In questo periodo l'Ahed colse molti risultati di rilievo, in particolare la finale della Coppa nazionale nel 2001-2002 e la vittoria della Coppa d'Élite 2002, oltre al terzo posto in campionato nella stagione 2002-2003. I successi più importanti arrivarono però nel 2004, con l'Ahed che vinse sia la Coppa del Libano che la Coppa della Federazione libanese.

### 2007-presente: successo domestico e continentale
Sotto la presidenza di Tamim Sleimen, l'Ahed vinse molteplici campionati e coppe nazionali e raggiunse le semifinali della Coppa dell'AFC 2016. Il primo titolo nazionale dell'Ahed arrivò nel 2008: la squadra rimase imbattuta per 44 partite nella massima serie dal 26 ottobre 2008 al 6 novembre 2010, un periodo di oltre due anni. Nella stagione 2010-2011 l'Ahed vinse il campionato, la Coppa del Libano, la Supercoppa del Libano e la Coppa d'Élite, diventando la prima squadra in Libano a realizzare sia un treble sia un quadruple. L'Ahed vinse il campionato per la terza volta di fila nel 2018-2019, un'impresa compiuta solo un'altra volta, dall'Ansar nel 1992. 
Battendo l'Al-Jazira di Amman nella Coppa dell'AFC 2019, l'Al Ahed raggiunse la finale del torneo per la prima volta nella propria storia, divenendo la terza squadra libanese a compiere questa impresa, dopo il Nejmeh nel 2005 e il Safa nel 2008. Il 4 novembre 2019, allo Stadio Kuala Lumpur, sconfiggendo la squadra nordcoreana dell'April 25 per 1-0 in finale grazie ad un colpo di testa di Issah Yakubu, l'Ahed diventò la prima squadra libanese a vincere la competizione. Durante la competizione la squadra subì solo 3 gol in 11 partite e mantenne nove volte la porta inviolata (cinque volte su cinque gare nella fase ad eliminazione diretta), finendo il torneo da imbattuta.

## Strutture

### Stadio
L'Ahed possiede lo Stadio Al Ahed a Beirut. Situato vicino all'aeroporto Rafic Hariri, la struttura può ospitare 2 000 persone. Lo stadio, tuttavia, non è utilizzato dal club per le partite di campionato: la squadra utilizza vari altri stadi in Libano per giocare in casa, come lo Stadio Città dello Sport Camille Chamoun di Beirut e lo Stadio Internazionale di Sidone.

## Palmarès

### Competizioni nazionali
- Campionato libanese: 9

2007-08; 2009-10; 2010-11; 2014-15; 2016-17; 2017-18; 2018-19, 2021-22, 2022-23
- Coppa del Libano: 6

2003-04; 2004-05; 2008-09; 2010-11; 2017-18; 2018-19
- Supercoppa del Libano: 8 (record)

2005, 2008; 2010; 2011; 2015; 2017; 2018; 2019
- Coppa d'Élite libanese: 6

2007-2008, 2009-2010, 2010-2011, 2012-2013, 2014-2015, 2021-2022
- Coppa della Federazione libanese: 1

2004

### Competizioni internazionali
- Coppa dell'AFC: 1

2019

### Altri piazzamenti
- Campionato libanese:

Secondo posto: 2003-2004, 2008-2009, 2015-2016
Terzo posto: 2002-2003, 2004-2005, 2011-2012, 2023-2024
- Coppa del Libano:

Finalista: 2001-2002, 2006-2007, 2015-2016, 2023-2024
- Supercoppa del Libano:

Finalista: 2004, 2009, 2023
- Coppa dell'AFC:

Finalista: 2023-2024

## Tifoseria

### Gemellaggi e rivalità
I tifosi dell'Ahed provengono principalmente dalla comunità sciita di Beirut. La squadra ha anche forti legami con il gruppo militante sciita Hezbollah, con cui condividono lo stesso colore: il giallo. La squadra è anche affiliata con il club iraniano Sepahan, il club turco Adanaspor e il club libanese Bekaa. Dopo l'introduzione dei gruppi ultras nel Libano nel 2018, con gli "Ultras Supernova" del Nejmeh, Ahed formò gli "Ultras Yellow Inferno".
Una rivalità importante è tra l'Ahed e l'Ansar: situati a Beirut, sono identificati con la famiglia Hariri e rappresentano il flusso più nazionalista del paese. Tuttavia, negli ultimi anni, una rivalità feroce si è sviluppata tra l'Ahed e il Nejmeh. Situati anche loro Beirut, il Nejmeh è la squadra più tifata in Libano. Diverse tensioni tra le due squadre hanno anche costretto la federazione a cambiare la sede delle partite diverse volte. Altre partite importanti sono con il Safa e il Racing, entrambe situate nella stessa città dell'Ahed.

## Organico

### Rosa
Rosa aggiornata al 19 settembre 2019.
| N. |                   | Ruolo | Calciatore     |
| -- | ----------------- | ----- | -------------- |
| 1  | Libano (bandiera) | P     | Mehdi Khalil   |
| 2  | Siria (bandiera)  | D     | Ahmad Al Saleh |
| 3  | Libano (bandiera) | D     | Jamal Khalifeh |
| 4  | Libano (bandiera) | D     | Nour Mansour   |
| 5  | Libano (bandiera) | D     | Khalil Khamis  |
| 6  | Libano (bandiera) | D     | Hussein Zein   |
| 7  | Libano (bandiera) | C     | Hussein Monzer |
| 8  | Libano (bandiera) | D     | Hussein Dakik  |
| 9  | Libano (bandiera) | A     | Mahdi Fahes    |
| 10 | Libano (bandiera) | C     | Mohamad Haidar |
| 11 | Libano (bandiera) | A     | Ahmad Zreik    |

| N. |                    | Ruolo | Calciatore               |
| -- | ------------------ | ----- | ------------------------ |
| 13 | Ghana (bandiera)   | C     | Issah Yakubu             |
| 13 | Libano (bandiera)  | C     | Hassan Srour             |
| 14 | Libano (bandiera)  | C     | Walid Shour              |
| 15 | Libano (bandiera)  | C     | Haytham Faour (capitano) |
| 17 | Libano (bandiera)  | A     | Mohamad Masri            |
| 20 | Libano (bandiera)  | A     | Rabih Ataya              |
| 21 | Libano (bandiera)  | P     | Mohamad Hammoud          |
| 23 | Libano (bandiera)  | D     | Ali Hadid                |
| 30 | Libano (bandiera)  | C     | Tarek El Ali             |
| 98 | Libano (bandiera)  | P     | Hadi Khalil              |
| 99 | Tunisia (bandiera) | A     | Ahmed Akaïchi            |